# Сарнавский, Богдан Игоревич
Богда́н И́горевич Сарна́вский (укр. Богдан Ігорович Сарнавський; род. 29 января 1995[…], Киев) — украинский футболист, вратарь клуба «Лехия» (Гданьск). Выступал за юношеские сборные Украины до 17 и до 19 лет, а также за молодёжную сборную до 21 года.

## Карьера

### Клубная
Начинал заниматься футболом в киевской ДЮФШ «Динамо» из которой был отчислен как «бесперспективный». Сарнавский продолжил заниматься в группе подготовки киевского «Арсенала». В 18-летнем возрасте он дебютировал в Премьер-лиге Украины в матче против днепропетровского «Днепра», в котором «канониры» уступили со счетом 0:3. Во второй игре чемпионата Украины Богдан Сарнавский был удален с поля за фол последней надежды против нападающего «Ильичевца» Руслана Фомина.
18 июня 2013 подписал контракт с донецким «Шахтером». Дебют в основном составе команды состоялся в матче с «Металлургом», где Богдан отразил пенальти. Принимал участие в игре 1/4 финала Кубка Украины против «Ворсклы» (1:2), где пропустил два мяча, последний на 88 минуте. В сентябре 2016 года по обоюдному согласию расторг контракт с донецкий клубом и получил статус свободного агента.
25 сентября 2016 года заключил долгосрочный контракт с российским клубом «Уфа», который выступал в Премьер-лиге России. За команду не сыграл ни одного матча.
В январе 2017 стал игроком украинского клуба «Ворскла», подписав контракт на полтора года. Год спустя Сарнавский покинул клуб.
Зимой 2018 года стал известно, что Сарнавский продолжит карьеру в ровенском «Вересе». Дебютировал за команду 4 марта 2018 в матче 22-го тура Премьер-лиги против «Стали» (1:0), выйдя в стартовом составе и отыграв все 90 минут.
Летом 2018 года стал игроком ФК «Львов».

### В сборной
Начиная с 2010 года Богдан постоянно вызывался в юношеские сборные Украины разных возрастов, где, как правило, был основным вратарём. Журналисты и критики называют его в числе самых перспективных футболистов страны.

## Достижения
«Шахтёр» (Донецк)
- Обладатель Кубка Украины: 2015/16